# Missões diplomáticas do Turcomenistão

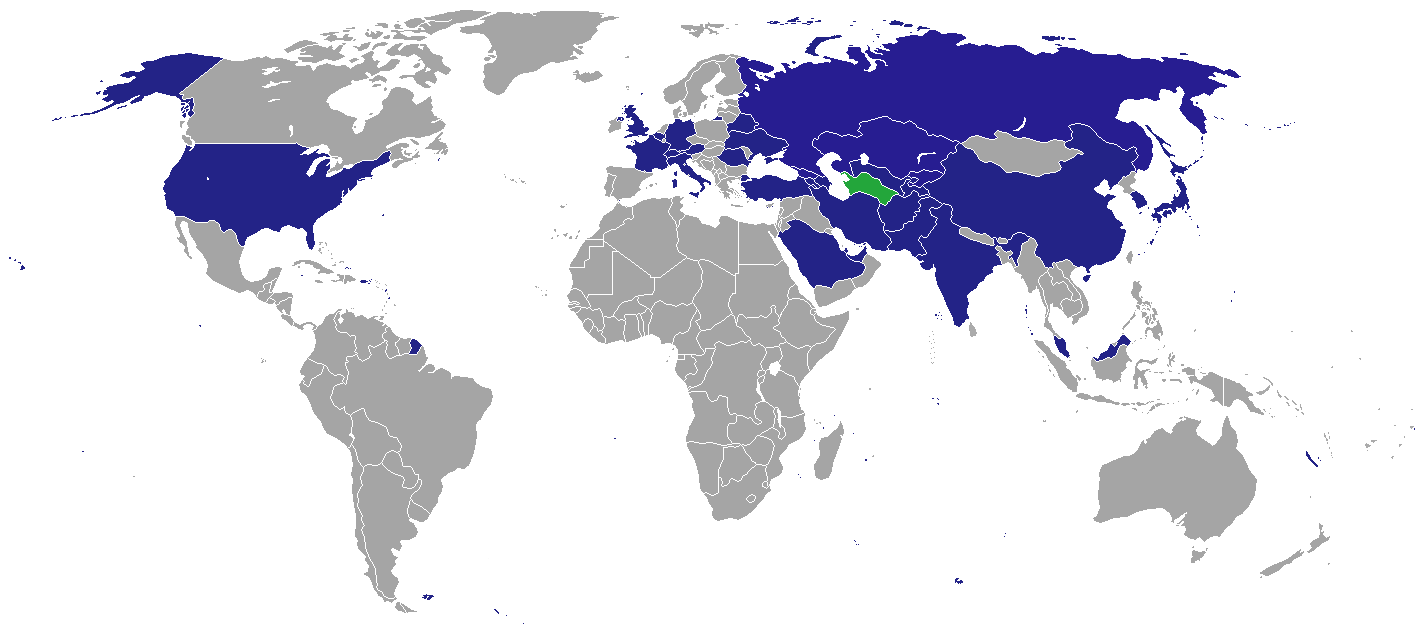
Missões diplomáticas do Turcomenistão

Abaixo se encontram as embaixadas e consulados de Turcomenistão:

## Europa

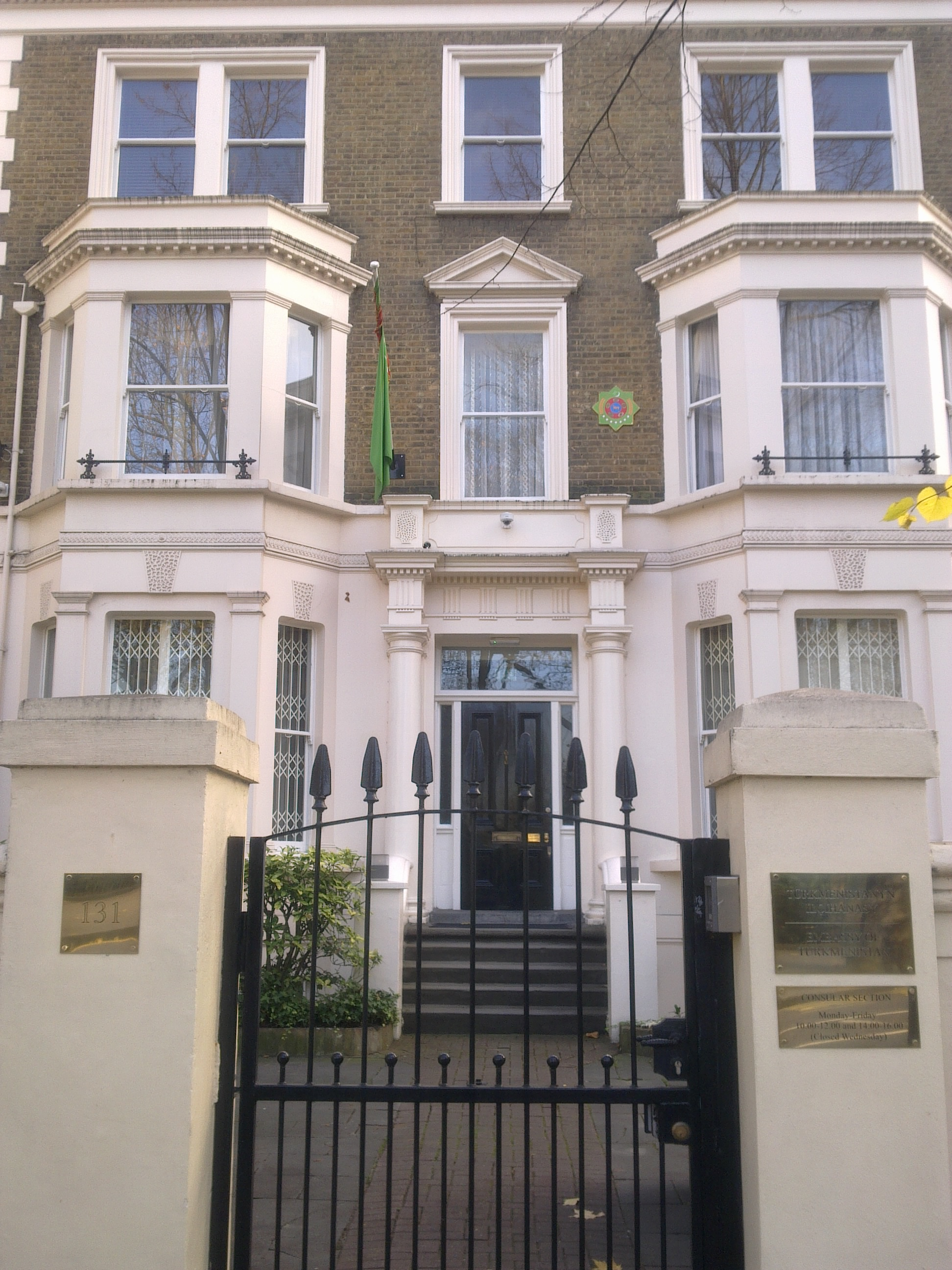
Londres

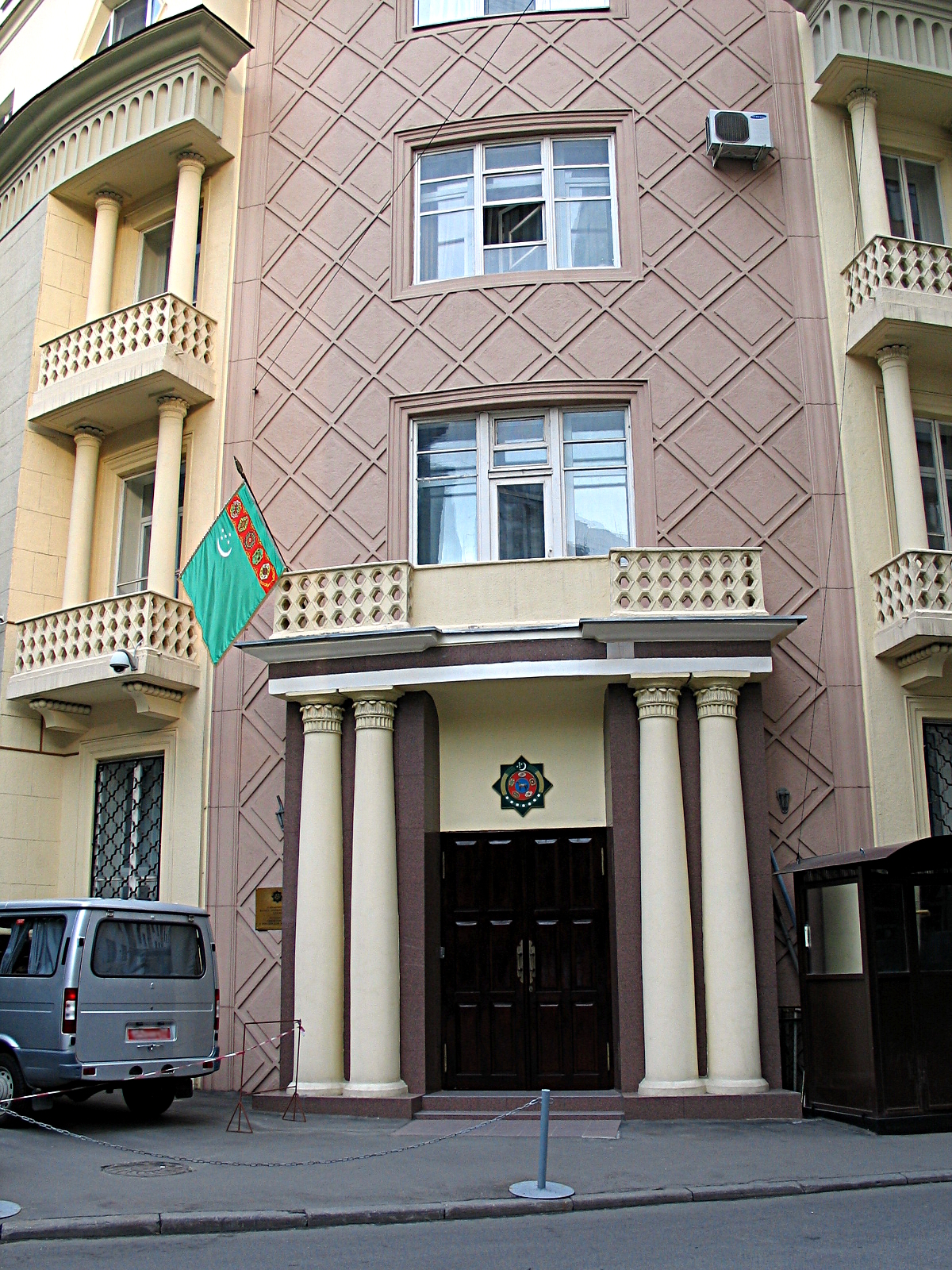
Embaixada de Turcomenistão em Moscou.

- Alemanha
  - Berlim (Embaixada)
- Armênia
  - Erevã (Embaixada)
- Áustria
  - Viena (Embaixada)
- Azerbaijão
  - Bacu (Embaixada)
- Bélgica
  - Bruxelas (Embaixada)
- Bielorrússia
  - Minsque (Embaixada)
- França
  - Paris (Embaixada)
- Itália
  - Roma (Embaixada)
- Reino Unido
  - Londres (Embaixada)
- Rússia
  - Moscou (Embaixada)
- Santa Sé
  - Roma (Embaixada)
- Ucrânia
  - Kiev (Embaixada)

## América

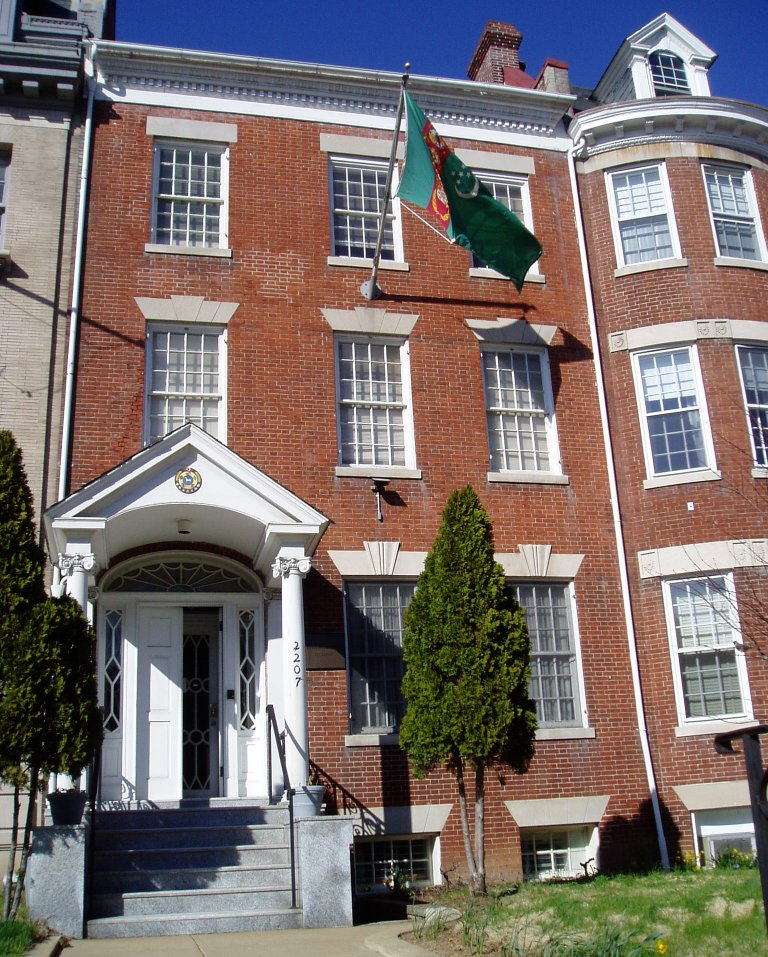
Embaixada do Turcomenistão em Washington, D.C..

- Estados Unidos
  - Washington, D.C. (Embaixada)

## Oriente Médio
- Irão
  - Teerã (Embaixada)
  - Mexede (Consulado-Geral)
- Turquia
  - Ancara (Embaixada)
  - Istambul (Consulado-Geral)

## Ásia
- Afeganistão
  - Cabul (Embaixada)
- China
  - Pequim (Embaixada)
- Índia
  - Nova Déli (Embaixada)
- Cazaquistão
  - Astana (Embaixada)
  - Almati (Consulado)
- Paquistão
  - Islamabade (Embaixada)
- Tajiquistão
  - Duxambé (Embaixada)
- Uzbequistão
  - Tasquente (Embaixada)

## Organizações Multilaterais
- - Bruxelas (Missão Permanente de Turcomenistão ante a União Europeia)
  - Genebra (Missão Permanente de Turcomenistão ante as Nações Unidas e outras organizações internacionais)
  - Minsque (Missão Permanente de Turcomenistão ante a Comunidade dos Estados Independentes)
  - Nova Iorque (Missão Permanente de Turcomenistão ante as Nações Unidas)
  - Paris (Missão Permanente de Turcomenistão ante a Unesco)
  - Roma (Missão Permanente de Turcomenistão ante a Organização das Nações Unidas para Agricultura e Alimentação)
  - Viena (Missão Permanente de Turcomenistão ante as Nações Unidas)